# 3759 Piironen
3759 Piironen (1984 AP) là một tiểu hành tinh vành đai chính được phát hiện ngày 8 tháng 1 năm 1984 bởi E. Bowell ở Flagstaff (AM).